# Кессман, Вернер
Вернер Кессман (нем. Werner Kaessmann, 12 июля 1947, Унна, Бизония) — немецкий хоккеист (хоккей на траве), универсал. Олимпийский чемпион 1972 года. 

## Биография
Вернер Кессман родился 12 июля 1947 года в немецком городе Унна.
Начал играть в хоккей на траве в «Айнтрахте» из Дортмунда. Позже перебрался в «Рот-Вайс» из Кёльна. В его составе три раза выигрывал чемпионат ФРГ по хоккею на траве (1972—1974), два раза - по индорхоккею (1974, 1978). Кессман играл во всех линиях — от защитника до левого крайнего нападающего.
В 1972 году вошёл в состав сборной ФРГ по хоккею на траве на Олимпийских играх в Мюнхене и завоевал золотую медаль. Играл на позиции нападающего, провёл 6 матчей, забил 2 мяча (по одному в ворота сборных Испании и Франции).
11 сентября 1972 года удостоен высшей спортивной награды ФРГ — «Серебряного лаврового листа».
В 1976 году вошёл в состав сборной ФРГ по хоккею на траве на Олимпийских играх в Монреале, занявшей 5-е место. Играл на позиции нападающего, провёл 6 матчей, забил 1 мяч в ворота сборной Бельгии.
На чемпионатах мира завоевал бронзу в 1973 году в Амстелвене, в 1975 году в Куала-Лумпуре, серебро в 1978 году в Буэнос-Айресе.
В индорхоккее стал чемпионом Европы в 1974 году в Западном Берлине.
В 1969—1978 годах провёл за сборную ФРГ 114 матчей, в том числе 96 на открытых полях, 18 в помещении.
Работал юристом и нотариусом. В 1998—2010 годах руководил гольф-клубом в Дортмунде.

## Семья
Отец Вернера Кессмана Отто Кессман также играл в хоккей на траве, в 1937—1940 годах провёл за сборную Германии 13 матчей.